# 杨昊铭
楊昊銘，(1999年11月5日-)，遼寧省鞍山市人，中國内地男演員、歌手。
2017年演出《降龙之白露为霜》男主角白露生正式開始演藝生涯。2018年10月參與歌舞比賽節目《中国梦之声·下一站传奇》，並在節目中榮獲全場年度最佳唱跳MVP。2019年1月演出網路言情劇《奈何BOSS要娶我》，飾演反派角色南錦天。2020年演出《乘風少年》，飾演林辰。2021年1月參與男團選秀比賽《青春有你 (第三季)》最終以第19名進入總決賽。同年8月參與懸疑劇《刑偵筆記》，飾演江左岸。同年10月出演古裝劇《我是你的小娘子》，飾演江左岸。同年12月出演古裝劇《見習千金》，飾演南宮曜。

## 影視作品

### 電視劇/網絡劇
| 年份 | 片名               | 饰演角色 | 備註     |
| ---- | ------------------ | -------- | -------- |
| 2018 | 《降龍之白露為霜》 | 白露生   | 網絡劇   |
| 2019 | 《奈何BOSS要娶我》 | 南錦天   | 網絡劇   |
| 2020 | 《乘風少年》       | 林辰     |          |
| 2021 | 《駙馬大人請指教》 | 多金占堆 | 網絡短劇 |
| 2021 | 《第一次鍾情》     | 顧修     | 網絡短劇 |
| 2023 | 《刑偵筆記》       | 江左岸   | 網絡劇   |
| 2023 | 《跨越世界来见你》 | 陆汀     | 網絡短劇 |
| 2023 | 《我去过你的未来》 | 叶凡     | 網絡短劇 |
| 2024 | 《南玉卿心》       | 南宮曜   | 網絡劇   |
| 2025 | 《树下有片红房子》 | 周燁     |          |
| 2025 | 《正当防卫》       | 周林     | 網絡劇   |
| 待播 | 《我是你的小娘子》 | 未知     | 網絡劇   |
| 待播 | 《元宇宙戀語》     | 陸汀     | 網絡短劇 |

## 综艺节目

### 固定出演
| 年份      | 日期            | 节目名称                  | 频道     | 备注   |
| --------- | --------------- | ------------------------- | -------- | ------ |
| 2018-2019 | 10月21日-1月6日 | 《中国梦之声·下一站传奇》 | 東方衛視 | 學員   |
| 2021      | 2月18日-5月1日  | 《青春有你第三季》        | 爱奇艺   | 訓練生 |

## 外部連結
- 楊昊銘的新浪微博
- 高效養仔技術的新浪微博
- 楊昊銘的抖音
- 楊昊銘的小紅書